# Висија
Висија је пространо узвишење у рељефу Земљине површине. Одлукују је знатне апсолутне и релативне и више или мање су рашчлањене. Висије су издигнуте тектонским покретима, а обликоване су радом ерозивних процеса. Најтипичнији примери висија су Иранска (2,7 милиона км²) и Јерменска (400. хиљада км²). 
У морфолошком погледу висије се деле на висоравни (уравњене висије) и планине (узвишења стрмих страна).